# Bernd Bexte
Bernd Bexte (* 1947 in Düsseldorf; † 9. November 2011 in Bremen) war ein deutscher Zeichner, Cartoonist, Grafiker, Plakatkünstler und Hochschullehrer.

## Leben und Werk
Bernd Bexte studierte 1964 an der Werkkunstschule Münster und von 1965 bis 1971 an der Hochschule für bildende Kunst (heute Kunsthochschule Kassel) Grafikdesign bei Hans Hillmann.
Von 1970 bis 1972 war er Fachlehrer an einer Berufsfachschule. In der Kinderwerkstatt des Frankfurter Kunstvereins und im Kommunalen Kino gab er ab 1970 Kurse für Kinder. Ab 1972 war er Leiter der Kinderwerkstatt und kuratierte auch Ausstellungen und Aktionen. Ab 1976 war er Herausgeber von Film- und Kinderkalendern („Bernd Bextes alltäglicher Filmabreißkalender“) im Verlag Zweitausendeins. 1976 erschien das von ihm gestaltete Letraset-Typen-Buch.
Dem Kulturmagazin TransAtlantik, 1980 nach einer Konzeption von Gaston Salvatore und Hans Magnus Enzensberger gegründet, gehörte Bernd Bexte zu Beginn als Bildredakteur und ab 1981 als Art Director an. Als freier Grafiker, Illustrator und Cartoonist war er unter anderem für die Süddeutsche Zeitung, das F.A.Z.-Magazin und den Verlag Zweitausendeins tätig. 
Zwischen den Jahren 1977 und 1989 hatte er Lehraufträge an den Hochschulen in Würzburg, Stuttgart und Kassel inne. Von 1988 bis 2011 war er Professor für Illustration an der Hochschule für Künste Bremen.

## Werke (Auswahl)
- Alles Mögliche. Ein Beschäftigungsbuch für Kinder und Erwachsene zum Lachen, Staunen und Verstehen. Verlag Naumann & Göbel, Köln 1996, ISBN 978-3-6252-0257-8.
- Filmstars der Fünzfiger. Ausgewählt von Bernd Bexte. Delphi 1010. Verlag Greno, Nördlingen 1985.